# 道爾頓學校
道爾頓學校（英語：The Dalton School）是位于美国纽约的曼哈顿的一所男女同校13年制的非营利私立学校。不仅是全美国当前最负盛名的学校，也是一所頗具國際影響的學校。道尔顿学校是由美國著名进步主义教育家海伦·帕克赫斯特（中華民國教育部譯作帕克赫斯特）创立于1919年。由帕克赫斯女士开创的道尔顿制至今仍是道爾頓學校进步主义教育理念的理论基石。道尔顿制现已经成为全世界学校仿效的典范。全世界有200余所“道尔顿学校”。
道尔顿计划深受美国前总统罗斯福的夫人推崇，一直是世界各地的学校争相学习的教育模式。 其教育目标是“启发、培养每个孩子的主动性、自律性和判断力，同时促进学生的社会意识及集体价值观的发展”。
道尔顿学校创新且严格的教学体制受到一致公认。学校聘请各科领域的专家任教，设计的课程既有启发性和趣味性，又具有很大的挑战性。例如，执教道尔顿的美术艺术课和戏剧课教师必须是职业艺术家、语言和历史系的教师一般都持有博士学位。此外，学校还组织丰富多彩的课外活动和各种体育项目。

## 道尔顿学校在中国的历史
1920年代，道尔顿制曾在中国风靡一时。1921年8月，在上海出版的发行量很大的教育刊物《教育杂志》，在第13卷第8期“欧美教育新潮”栏目，登载了题为《道尔顿制案》的短讯，最早将道尔顿制传递给中国教育界。不久，也在上海出版的另一重要教育杂志《中华教育界》，在第12卷第1期，发表了正在英国留学的余家菊的文章《道尔顿制之实况》。紧接着，《教育杂志》第14卷第6期，又刊登鲍德征的文章《道尔顿制实验室计划》。这两篇文章从不同的角度，较为详细地介绍了道尔顿制的原理、特点，以及开展道尔顿制实验的方法，引起了国内教育界的注意和兴趣。1922年10月，中国第一个道尔顿制实验班设立在上海的中国公学（现上海市吴淞中学）。
1923年，全国教育会联合会第九次年会，通过《新制中学及师范学校宜研究试行道尔顿制案》。鉴于道尔顿制教育方式的创新性，中国许多地区，尤其是经济较为发达地区的教育家纷纷开始在其所在地区研究和运用道尔顿制。道尔顿制热潮很快在中国教育界形成。根据历史统计，在1925年中国实验使用道尔顿教育计划的中小学有57所。也有有学者统计，从1922年至1930年，全国实施道尔顿制的学校有上百所，地区遍及江苏、北京、上海、河南等8省市。其中，北京艺文中学实施道尔顿制的时间最长，从1925年开始，前后持续达10年之久；南京东南大学附中的道尔顿制实验，因实验组织的科研性和实验结果的说服力而影响最大。那時在國內也曾出版過各種以道爾頓制教育書籍如「国文科试行道尔顿制的说明」、「道爾頓制研究集」、等等。据不完全统计，从1922年至1925年，国人撰写的有关道尔顿制的文章150篇，出版的各类著作17种。
1925年7月，廣州國民政府正立後，道爾頓制創始人海倫·帕克赫斯特（Helen Parkhurst）女士，应中华教育改进社的邀请来到中國上海訪問，针对道尔顿制讲演50余场。她用大量的时间与政府官员、学者、教育改革家、教师和管理人员会面，先后走访了全国7个省的9个城市和1个县，行程约3600公里。她的来访使道尔顿制在那段时间成为最受关注的进步主义教育实践。在当时中国主要学者和教育家的支持下，道尔顿制在中国的进步主义教育发展史上写下了永恒的一笔。
1987年，道尔顿學校的教師再度訪問中國。當時道尔顿的美術系教師和廣州美術學院舉辦了第一次美術教師交流會。
2001年，道尔頓前任校長Richard M. Blumenthal先生受北大附中的邀請參加了北大世界著名中学校长论坛发表了〈道尔顿计划在21世纪中的角色〉的演说。
2005年，北京大學出版社由陈金芳女士的领导下翻译出了中文版的「道尔顿教育计划」。
2007年，道尔頓學校的理事會通過了道尔頓國際教育決策。其中與中國高等學園近一步交流和教育發展唯一個重點，代表了歷史來道尔頓學校對中國的教育改革和发展的重視。
2008年，道尔頓學校代表團訪問了復旦大學附屬中學，清華大學附屬中學，北京師範大學第二附屬中學，和中國人民大學附屬中學做進一步的交流。
2008年11月，道尔顿学校的师生受新加坡莱佛士书院高中部的邀請一起訪問了北京市第九中學。
2009年3月，道尔頓學生代表團在北京師範大學第二附屬中學接受两个礼拜的中文进修补习。同时也访问了清華大學附屬中學和北京大学全国中学生模拟联合国大会。
2009年，清華大學附屬中學国际部校长访问道尔顿学校，已引进道尔顿教育计划到清華大學附屬中學国际部试验方案做进一步的了解。
2009年7月，华东师大在哥伦比亚大学师范学院进修团访问了道尔頓學校副校长Jim Best。
2009年10月，华东师大和上海师大教授访问道尔顿学校，考察道尔顿教育计划现代的发展。
2010年3月，第二批道尔頓學生代表團在北京師範大學第二附屬中學接受两个礼拜的中文进修补习。道尔頓学校小学部代表团访问了北师大实验小学和北京第二实验小学。
2010年3月，中华人民共和国驻纽约总领事馆岑建君参赞应邀访问了道尔顿学校。访问期间，岑参听取了学校关于课程设置以及中文教学等情况的介绍，与校长和学生亲切交谈，对近年来该校通过中文教学加强与中国的教育交流合作表示赞赏。
2010年5月，道尔顿附校长访问了北京師範大學第二附屬中學，正式签署了合作伙伴关系协议书。在上海，Best附校长拜访了复旦附中的郑方贤校长和张之银副校长就两校广泛合作事宜达成初步意向。
2010年11月，哥伦比亚大学教师学院第九届中国教育领导高级研讨班访问了道尔頓學校。与会者包括35个北京、上海、成都，济南市、重庆、河北小学和中学校长。
2011年1月，由北京第二实验小学的李烈李校长的领导下，赴美国培训实验二小团校长、教师一共三十人拜访了道尔顿校长Ellen Stein、附校长Jim Best，同时也参观了道尔顿小学和中学部。

## 香港道爾頓學校
2017年8月，道爾頓學校在香港大角咀瓏璽設立分校，名為「香港道爾頓學校」（英文：英語：）。該學校由中國光大控股慈善基金聯合發起並支持，並與清華大學附屬小學協作共同編製中文課程。
2023年9月15日，道爾頓基金會和玫瑰崗學校辦學團體道明會宣佈兩校合併，道爾頓學校將於2024/25學年起，接辦玫瑰崗幼稚園和玫瑰崗學校，改名道爾頓學校（玫瑰崗），其後會將小學的國際班擴展至中學，成為一條龍私校
2023年9月17日下午，玫瑰崗學校校長蘇佩婷及家長教師會分別發聲明反駁，指玫瑰崗中學的學生人數一直在增加，學生規模正不斷擴大。另外，辦學團體指關閉中學部的原因之一是財務困難，蘇佩婷指反駁稱，近年校學校更添置了不少新設施，在政府的資助下所有設施已投入使用，學校設施的持續更新進一步表明沒有財務困難的情況。校方批評道明會向向持份者披露信息的時間非常緊迫且不合理，信函發出的時間與會議舉行的時間相隔不足24小時，「各持份者，特別是家長，根本沒有足夠時間安排參加家長大會，甚至閱讀信函，對於未能參加大會 的家長來說絕不公平。」立法會教育界議員朱國強認為，當局應研究安排玫瑰崗中學，與理念相近的中學逐步合併，「讓學生逐步過渡至新校，安排較合理，對他們影響亦最少」；教育工作者工會主席黃建豪則認為，辦團事前未諮詢法團校董會，教師遣散安排等或未充分討論，「停辦不應該是辦學團體說了算」。教育局十分關注事件，已敦促辦團及校方要充分保障學生的福祉，與持份者保持良好溝通，按需要向學生提供適切輔導和支援。當局會繼續與相關辦團及學校，保持溝通及提供協助。

## 教育宗旨（任务综述）
道尔顿学校致力于提供高质量的教育，课程在教学大纲范围内充分考虑和满足每个学生的兴趣、能力和需要。道尔顿学校提倡多元性，把对社会群体多元化的理解融入学校的生活学习。学校鼓励每名学生发展自身的独立思考能力、创造力、好奇心和对学校以及整个社会中其他群体的责任感。在道尔顿制的指导下，学校培养学生拥有“无畏向前”的精神。

## 机构设置
道尔顿学校的三个主要教学部彼此紧邻。小学部（幼儿园至三年级）位于纽约市东第91街，由四幢相邻的四层和五层的连栋楼组成。初中部和高中部的教学楼位于附近的东第89街，高12层，配有电梯和地下室。针对2至12年级开设的室内体育课安排在东第87街现代化的室内体育楼

## 教育模式
道尔顿制由学生小组、学习任务单和实验室构成。自1919年海伦·帕克赫斯特创立道尔顿学校开始这就成为了创新的道尔顿教育的基石，直至今日仍是道尔顿学校师生每日学校生活的中心。学生小组是指将学生分成小组的系统，它是每名学生的大本营，家长则主要通过学生小组指导教师与学校联络沟通。高中部的学生小组里由不同年龄、不同年级的学生组成。学习任务单是一份文件摘要，罗列学生在一个学习单元需要达到的学习目标，注重让学生在学习过程中可以自由控制自己的时间和进度。实验室用于一名或几名学生与教师之间在课后的学习讨论， 它已和传统的课堂一样成为学校每天课程的一部分。“实验室时间”为全体教师提供了个性化教学的机会，也使学生能够定期且方便地跟他们的老师接触。到高中甚至更早阶段，道尔顿的学生就已经学会了如何规划自己的时间，寻求老师的帮助并且为自己的学习负责。 当前，世界各地许多学校都使用以道尔顿制为基础的各种教学方法。

## 课程设置
无论是在传统学科还是人文体育学科方面，道尔顿学校都提供优秀和高质量的教学。每学年，除了古典拉丁文和古典希腊文、哲学、艺术史、人类学和天文学以外，学校还设置了英文、历史、外语、数学、科学、计算机这些学科的高级班。道尔顿学校还是纽约市最早提供汉语普通话教育的私立学校。
道尔顿学校始终勇于开发新的教学方式，利用计算机及其他先进技术来提高教学质量并重新定义了道尔顿学校的教学工作。学校设计开发各种互动的多媒体教学项目， 并将这些项目结合在整个课程教学中，供学生使用。
道尔顿学校积极支持综合的视觉和表演艺术项目。戏剧、音乐和舞蹈剧以及艺术展览是学校文化生活的主要部分。在高中体育运动方面，学生们利用道尔顿的体育教育中心和兰德尔岛上的运动场参与50余个体育小组的活动。在课余活动方面，道尔顿有东海岸最出色的模拟联合国团队、多次获奖的模拟国会、校报、文学、艺术、公共事务期刊以及各种各样的关注道德、性别和多元化等各方面问题的活动委员会。
道尔顿学校十分强调外语学习，因为外语的学习和应用能够为学生们打开一扇通往另一种文化的窗口，从而使他们更清楚的了解自己的文化和语言。学习英语之外的另一门语言对学生来讲至关重要，符合说多种语言的纽约市以及日益发展的全球社会的需要。
在过去三年的升学工作中，道尔顿学校培养出了70名入围全国优秀奖的学生。道尔顿的毕业生拥有傲人的升学成绩，许多毕业生升入世界知名学府，如哈佛大学、耶鲁大学、普林斯顿大学、哥伦比亚大学和宾夕法尼亚大学。

## 国际交流
道尔顿学校目前正在不断开发新课程。例如：道尔顿学校在着力发展汉语普通话教学的同时，也拓宽了英文和历史的课程要求，让孩子们更多了解非西方的文化。道尔顿学校还着手于与世界各地的优秀学校建立长期合作的关系。目前，道尔顿学校在中国、新加坡、印度、埃及、阿根廷、法国、土耳其以及荷兰都有友好学校。未来几年，道尔顿学校还将继续与巴西和南非的一些著名的治学严谨的学校发展这种友好关系。
道尔顿学校友好学校
1. 中国：北京师范大学第二附属中学、上海复旦大学附属中学
2. 新加坡：莱佛士书院 （Raffles Institution）
3. 土耳其：Robert College
4. 法国：L'Ecole Alsacienne
5. 荷兰：Dalton Den Haag
6. 阿根廷：St. Andrews' Scots School

## 学生招生、錄取與助學金
道尔顿学校吸引了来自不同文化背景的学生，目前在校学生从幼儿园到12年级共有1300人。其中33%的学生是有色人种，20%以上的学生得到学校的助学金。学校的每一个年级大约有90-110名学生，学生与教师的比例约为7：1。大部分的学生都从幼稚園开始上道爾頓學校。每年有将近1000名预备上幼稚園的学生报名申请道爾頓學校，最終被錄取的學生占總申請人數的9％。
2007－2008学年道爾頓學校发出的助学金的数目为六百五十万美元。

## 傑出校友
- Arabella Lea Jasmine Zhong

## 大学注册率
道爾頓學校100%的毕业生都被美国最有名的大学录取。从2006年到2010年，40%的道爾頓學校毕业生選擇上常春藤盟校及斯坦福大学等九所高等學府。
2006–2010 道尔顿学校学生大学前十名注册数目
1. 宾夕法尼亚大学 University of Pennsylvania (41)
2. 布朗大学 Brown University (25)
3. 耶鲁大学 Yale University (24)
4. 哥伦比亚大学 Columbia University (20)
5. 韦斯利恩大学 Wesleyan University (19)
6. 普林斯顿大学 Princeton University (18)
7. 康乃尔大学 Cornell University (16)
8. 哈佛大学 Harvard University (16)
9. 杜克大学 Duke University (15)
10. 西北大学 Northwestern University (14)

## 外部連結
- 道爾頓學校首頁（页面存档备份，存于）